# Liparis biloba
Liparis biloba är en orkidéart som beskrevs av Robert Wight. Liparis biloba ingår i släktet gulyxnen, och familjen orkidéer. Inga underarter finns listade i Catalogue of Life.